# American Working Red
American Working Red é uma raça de cão estadunidense reconhecida pela American Preservation Dog Registry(APDR).

## História
Durante muitos anos, estes cães foram registrados como American Pit Bull Terrier, apesar de estarem muito distantes morfologicamente desta raça. Com formalização da nova raça Working Pit Bulldog pela American Dog Breeders Association e a correção do livro de registros da raça Pit Bull dentro do mesmo clube, também levou outro clube (APDR) a formalizar uma outra nova raça, o American Working Red.
De acordo com o padrão oficial da raça estabelecido pela APDR, o American Working Red surgiu há algumas décadas, a partir de American Pit Bull Terriers da linhagem Antiga Família Red Nose (OFRN). Foram desenvolvidos sob uma seleção que criou cães de maior porte para a caça de javalis. Famosas linhagens que por muito tempo foram registrados como American Pit Bull Terriers são uma parte importante da base genética do American Working Red, tais como a linhagem Camelot, Peterson, Dangerzone e McKenna.